# Apostictopterus
Apostictopterus là một chi bướm ngày thuộc họ Bướm nâu.